# I Trawl the Megahertz
I Trawl the Megahertz è l'ottavo album del gruppo musicale britannico Prefab Sprout, fu inizialmente pubblicato nel maggio 2003 dall'etichetta Liberty Records come album solista di Paddy McAloon. Nel febbraio 2019 fu ristampato dalla Sony Music con una nuova copertina è stato a nome dei Prefab Sprout, come inizialmente previsto.

## Tracce
Testi e musiche di Paddy McAloon.
1. I Trawl the Megahertz – 22:06
2. Esprit de corps – 4:51
3. Fall from Grace – 3:38
4. We Were Poor... – 4:49
5. Orchid 7 – 4:20
6. I'm 49 – 3:48
7. Sleeping Rough – 3:34
8. Ineffable – 2:42
9. ...But We Were Happy – 3:48